# Scheda elettorale

Modello di scheda elettorale per le elezioni politiche italiane della Camera dei deputati

La scheda elettorale è lo strumento materiale fondamentale con cui si esprime la propria preferenza in occasione di votazioni. Si tratta in genere di un foglio prestampato in cui sono indicati i nomi dei candidati, i loro eventuali partiti e/o coalizioni, ed altri eventuali riferimenti utili per la votazione. 
In caso di referendum, invece, sono espresse delle caselle con delle opzioni (generalmente “Sì” o “No”).

## Espressione della preferenza

### Scheda valida
L'elettore può esprimere la propria preferenza indicando, con un segno (in genere una croce) la propria scelta. Il voto avviene in una cabina (solitamente detta cabina elettorale), o in un qualsiasi altro luogo che permetta una scelta libera e segreta.

### Schede bianche e nulle
Qualora l’elettore non compilasse nulla e la consegnasse lo stesso, la scheda si definirebbe “bianca” (sebbene alcuni paesi la considerino comunque come valida ed altri considerino la scelta “Nessuno dei precedenti”, presente in alcune elezioni, come valida o bianca).
Qualora invece l’elettore la compilasse o la modificasse in un modo non conforme alle regole elettorali, quest’ultima si definirebbe “scheda nulla”.

## Storia

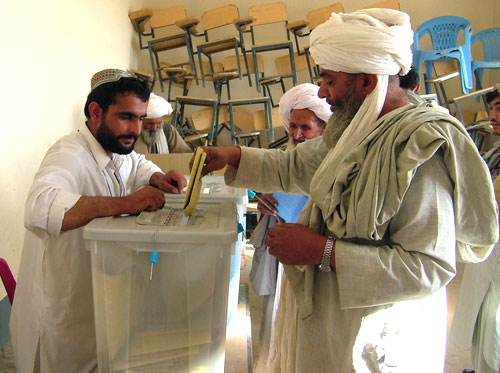
Elezioni in Afghanistan, il 18 settembre 2005.

Fin dall'antichità si è sempre cercato di permettere all'elettorato la possibilità di scegliere liberamente la propria preferenza.
Dal punto di vista storico e concettuale, le prime "schede elettorali" possono essere individuate nelle ostracon (ὀστρακον), piccoli frammenti di terracotta in cui si esprimeva il nome del cittadino da ostracizzare.

Ma la nascita della scheda vera e propria è riconducibile alla Lex Gabinia del 139 a.C., con cui si istituisce il voto per iscritto, attraverso l'uso di una tavoletta, detta tabella. Altre furono le cosiddette Leges tabellariae: si ricordano la Lex Cassia del 137 a.C. e la Lex Papiria del 131 a.C. Oltre all'innovazione del voto per iscritto, si introduceva anche la particolarità (straordinaria per l'epoca) del voto segreto.
Altro metodo di voto era la ballota, praticato a Venezia, che consisteva nell'esprimere la propria preferenza fra due scelte attraverso delle palline colorate; la diffusione di quest'uso ha ancora oggi evidenti discendenze etimologiche per il termine ballottaggio in italiano, ballot e ballot paper in inglese, e ballottage in francese.

## Schede elettorali per paese
- Schede elettorali in Italia